# Ångkokare

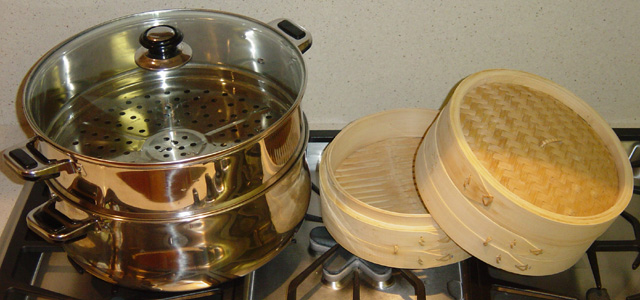
Ångkokare

Ångkokare är ett köksredskap som används för att tillaga mat genom att värma det i ånga. Ett vanligt utförande på ångkokare är en gryta i botten som är fylld till hälften med kokande vatten. Direkt ovanför vattengrytan finns en likadan fast med perforerad botten där hålen är cirka 2–4 mm i diameter, genom dessa hål kan ångan från vattnet under fritt passera. Det är även i denna övre gryta som det som ska kokas placeras. Överst finns ett lock för att hindra att ångan försvinner. Detta gör att det som ska kokas inte har kontakt med det kokande vattnet utan bara ångan som stiger upp från vattnet.
Ångkokare ska ej blandas ihop med tryckkokare där det som ska kokas ligger i vatten. 
En av fördelarna med en ångkokare är att det är svårare att koka sönder maten, vilket är vanligt förekommande vid vanlig kokning. 
Detta kommer sig av att vid vanlig kokning börjar vattnet att förångas varvid denna ånga stiger i form av bubblor i vattnet. 
Dessa bubblor kan slå sönder maten som ligger i vattnet om denna är mjuk eller överkokt. Detta kan inte inträffa i en ångkokare då maten omsluts av ånga, och har därför ingen mekanisk påverkan på det som kokas.